# ديفيد سلون (سياسي)
ديفيد سلون هو سياسي كندي، ولد في 3 يوليو 1949 في بلفاست في المملكة المتحدة. نشط حزبياً في Yukon New Democratic Party ‏. وقد انتخب عضو الجمعية التشريعية في يوكون ‏.